# Asti
Asti (piemonti nyelven Ast) település Olaszországban, Piemont régióban, Asti megyében. Lakosainak száma 73 421 fő (2023. január 1.). volt, Asti Azzano d’Asti, Baldichieri d’Asti, Calliano, Castagnole Monferrato, Castell’Alfero, Castello di Annone, Celle Enomondo, Chiusano d’Asti, Cinaglio, Cossombrato, Isola d’Asti, Monale, Mongardino, Montegrosso d’Asti, Portacomaro, Refrancore, Revigliasco d’Asti, Rocca d’Arazzo, San Damiano d’Asti, Settime, Tigliole és Vigliano d’Asti községekkel határos.
A piemonti nyelven Ast nevű olasz város, az azonos nevű piemonti tartomány fővárosa és az ókori Astesana egykori fővárosa, amelyet ma Astigiano néven szokás emlegetni. Római municipium, más néven Hasta, Asti hercegség, a neustriai lombard hercegség székhelye volt. A középkori szabad község, pénzverési joggal bírt, s az egyik legfontosabb kereskedelmi központ volt a 12. és 13. században, amikor kereskedői egész Európában a kereskedelmet és a hitelezést fejlesztették.
Borairól ismert, különösen az Asti spumante (pezsgő): minden év szeptemberében itt rendezik meg Olaszország egyik legjelentősebb borversenyét, a Douja d'Ort. Történelmi paliója is híres, amely az ország egyik legrégebbi eseménye, amely ugyanakkor zajlik, és „csupasz” (nyereg nélkül) lovak versenyével tetőzik.

## Népesség
A település népességének változása:
| Lakosok száma | 76 183 | 76 173 | 76 164 | 76 211 | 73 326 | 73 421 |
|               | 2015   | 2016   | 2017   | 2018   | 2022   | 2023   |